# Skarszewy
Skarszewy [skar'ʃɛvɨ] (kaschubisch Skarszewë; deutsch Schöneck in Westpreußen) ist eine Stadt mit etwa 7000 Einwohnern in Powiat Starogardzki der polnischen Woiwodschaft Pommern. Sie ist Sitz der gleichnamigen Stadt-und-Land-Gemeinde.

## Geographische Lage
Die Stadt liegt im ehemaligen Westpreußen, an der Wietcisa (Fietze), etwa 40 Kilometer südlich von Danzig.

## Geschichte

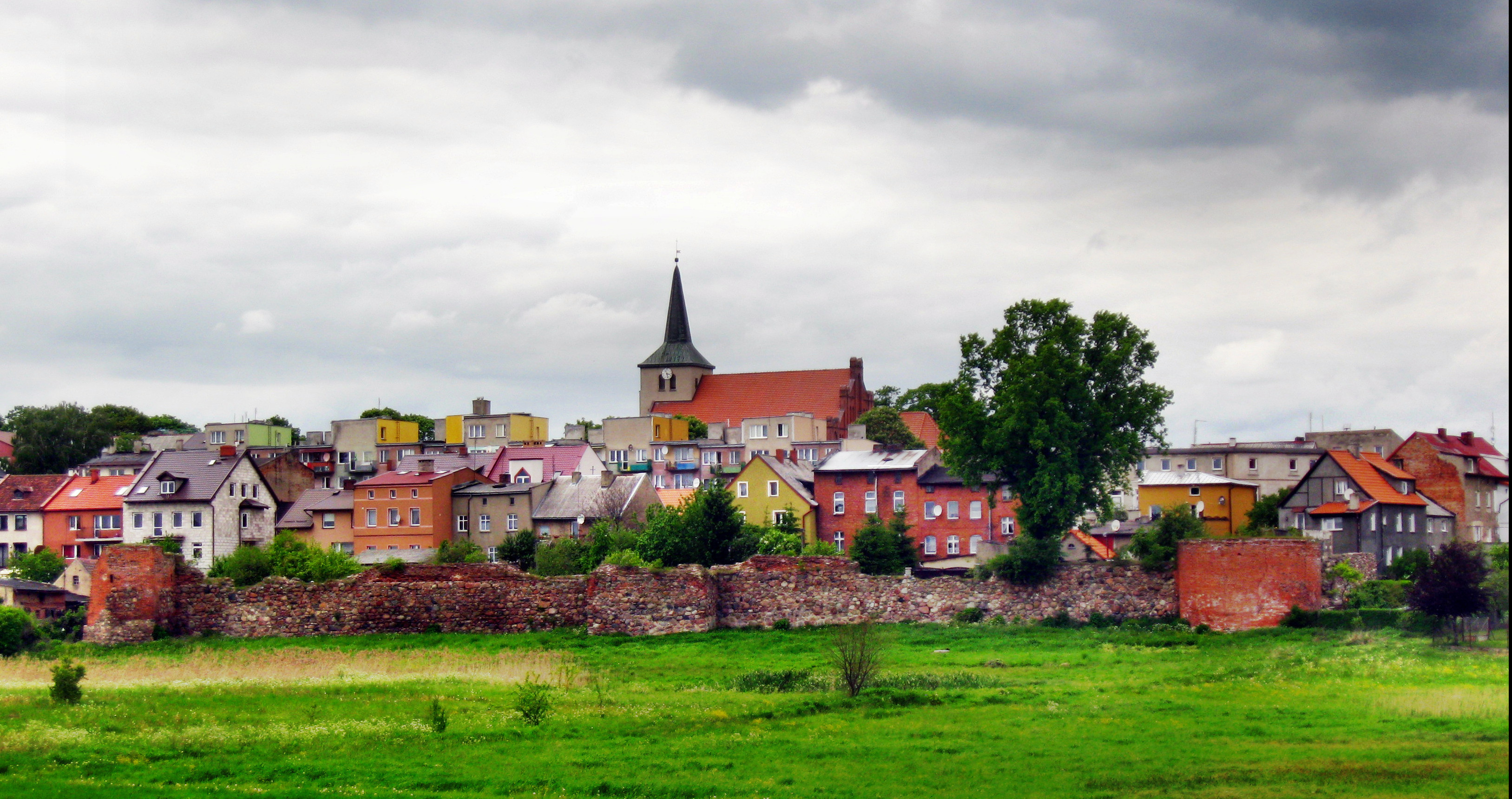
Teilansicht der Stadt mit Kirche St. Michael

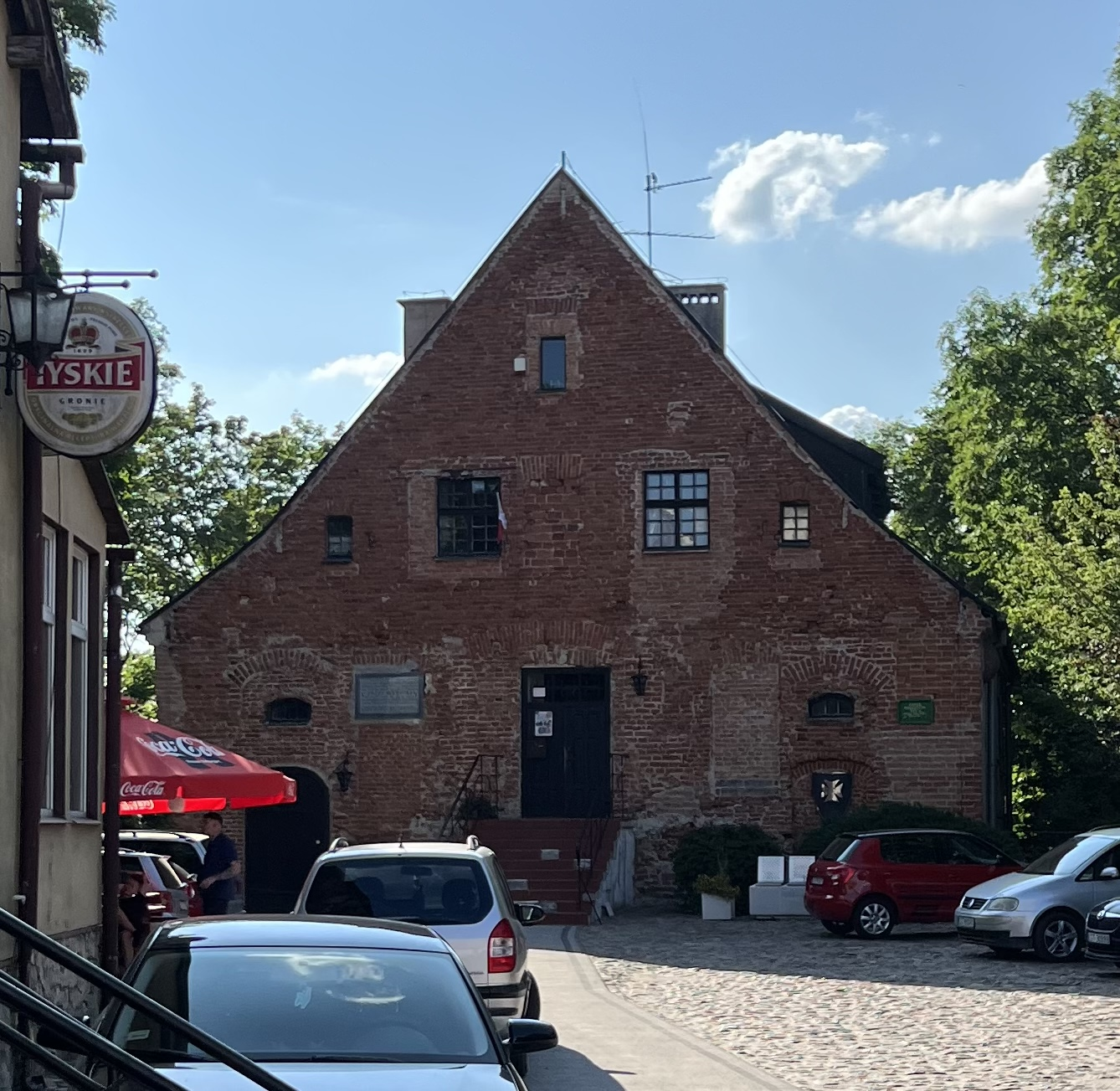
Überrest der Johanniter- und späteren Deutschordensburg

Die Ortschaft wurde 1180 vom Johanniterorden auf Ländereien gegründet, die der pomerellische Herzog Sobiesław I. ihm zugestanden hatte und die zuvor der Templerorden in Besitz gehabt hatte.
Die ersten Notizen über den Ort stammen aus dem Jahre 1198. Im Jahr 1309 kam das Gebiet von Schöneck mit Pomerellen durch den Vertrag von Soldin zum Deutschordensstaat. 1334 klärte der Orden mit den Johannitern das Gebiet von Schöneck betreffende Besitztumsfragen. Die Stadtrechte wurden 1320 verliehen. Reste einer Burganlage und einer Stadtmauer aus der Zeit sind noch erhalten. 1370 verkauften die Johanniter die Stadt an den Deutschen Orden.
Nach dem Dreizehnjährigen Städtekrieg kam Schöneck 1466
durch den Zweiten Thorner Frieden vom Deutschordensstaat Preußen zum autonomen Preußen Königlichen Anteils (Westpreußen), das sich freiwillig der Oberhoheit der polnischen Krone unterstellt hatte.
Da seit 1613 der Starost des Ortes gleichzeitig Woiwode der Woiwodschaft Pommerellen war, war die Burg von Schöneck auch Sitz der Woiwodschaft, wo der Landrat tagte und das Archiv aufbewahrt wurde.
Bei der Vereinigung West- und Ostpreußens im Zuge der Ersten Teilung Polens 1772 kam Schöneck zum Königreich Preußen. Die Stadt hatte eine evangelische Kirche, eine katholische Kirche und eine Synagoge. Zwischen 1818 und 1920 war Schöneck in Westpreußen Teil des Kreis Berent. Am Anfang des 20. Jahrhunderts hatte Schöneck neben den oben erwähnten Gotteshäusern ein Amtsgericht, ein altes Schloss (in dem zu dem Zeitpunkt die Molkerei untergebracht war) und einige mittelständische Betriebe.
Nach dem Ersten Weltkrieg musste Schöneck 1920 aufgrund der Bestimmungen des Versailler Vertrags zum Zweck der Einrichtung des Polnischen Korridors auf westpreußischem Gebiet an Polen abgetreten werden und kam an den Powiat Starogardzki (in seinem damals anderen Zuschnitt) in der neuen Woiwodschaft Pommerellen.
Als Folge des Überfalls auf Polen wurde das Territorium 1939 völkerrechtswidrig in das Reichsgebiet einverleibt. Schöneck gehörte bis 1945 zum nunmehr besatzungsamtlichen Landkreis Berent im Reichsgau Danzig-Westpreußen, des NS-Reichs.
Gegen Ende des Zweiten Weltkriegs besetzte im Frühjahr 1945 die Rote Armee die Region. Soweit deutsche Einwohner nicht geflohen waren, wurden sie in der darauf folgenden Zeit aus Schöneck vertrieben.
In der Stadt gibt es heute zwei katholische Kirchen, eine große Baptistengemeinde mit einem eigenen Friedhof, mehrere Kindergärten, einige Grundschulen und weiterführende Schulen.
Mehrere Industriebetriebe sind in der Stadt angesiedelt.

### Demographie

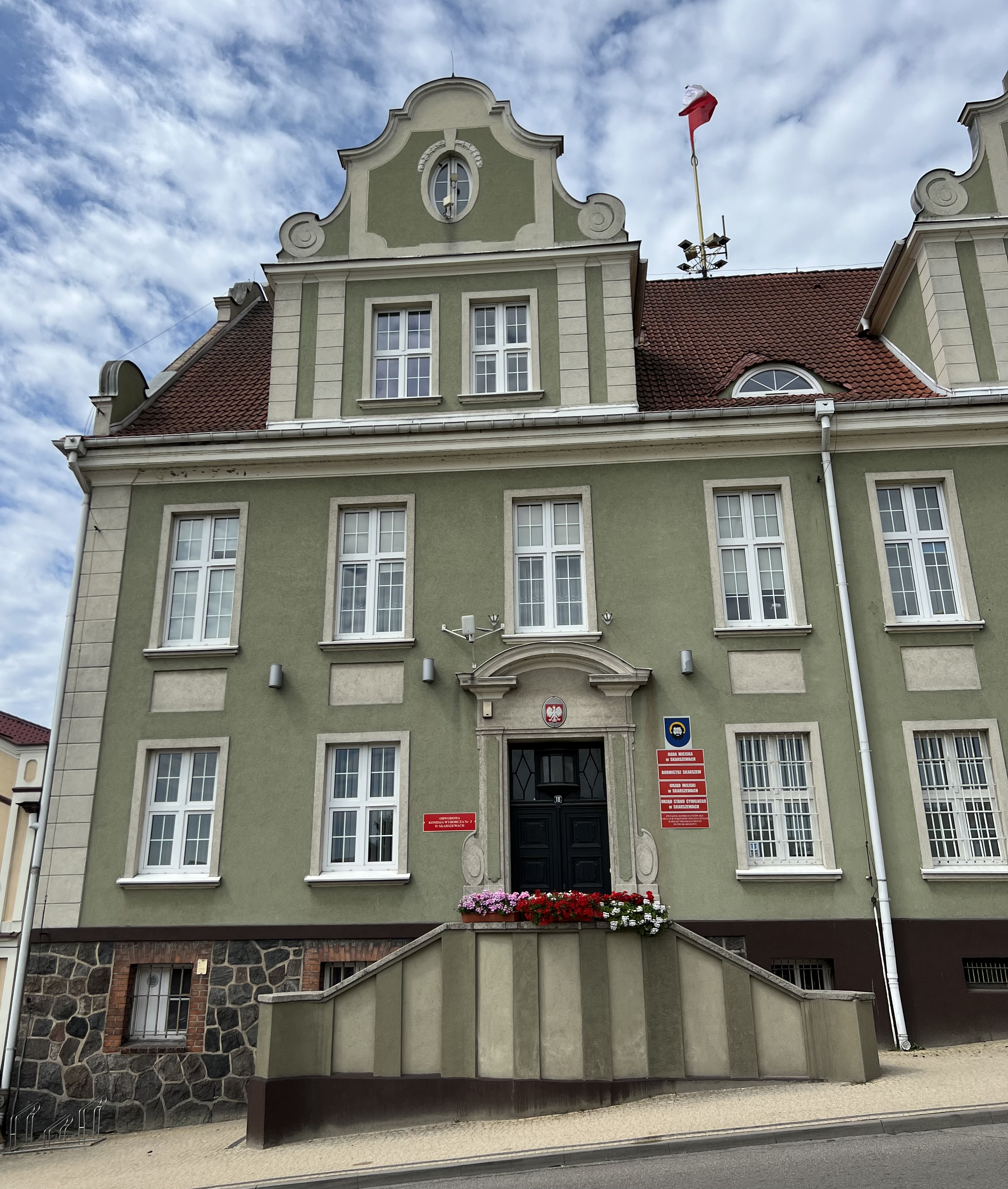
Rathaus

| Jahr | Einwohner | Anmerkungen |
| ---- | --------- | --- |
| 1783 | 1029      | Einwohner sind Deutsche, größtenteils evangelischer Konfession |
| 1802 | 1518      | [ 6 ] |
| 1810 | 1451      | [ 6 ] |
| 1816 | 1480      | davon 640 Evangelische, 641 (644?) Katholiken und 196 Juden |
| 1821 | 1606      | [ 6 ] |
| 1831 | 1774      | [ 3 ] |
| 1867 | 2788      | davon 1405 Evangelische, 1121 Katholiken und 217 Juden |
| 1871 | 2701      | [ 8 ] |
| 1905 | 3379      | zur Hälfte Katholiken |
| 1910 | 3494      | am 1. Dezember, davon 1666 Evangelische, 1590 Katholiken, 106 Juden, 29 Sonstige (2258 mit deutscher, 1131 mit polnischer, zwei mit kaschubischer Muttersprache, 102 Einwohner sprechen Deutsch und eine andere Sprache) |
| 1921 | 3010      | davon etwa 1000 Deutsche |

### Stadtwappen
Zum Andenken an die Gründer der Ortschaft, die Johanniter, zeigte das Wappen der 1320 gegründeten Stadt bis in die Neuzeit in einem Schild das Haupt Johannes des Täufers mit der Umschrift SIGILLUM CIVITATIS SCHONECCENSIS (= Stadtwappen von Schöneck).

## Gemeinde
In der Stadt-und-Land-Gemeinde Skarszewy leben ca. 14.000 Einwohner. Neben der Stadt als Kernort besteht sie aus 19 Dörfern mit Schulzenamt.